# Kievka (kraï du Primorié)
Kievka (en russe : Ки́евка) est un village du raïon de Lazo du kraï du Primorié en Extrême-Orient russe. Sa population s'élevait à 518 habitants au recensement de 2010.

## Géographie
La localité est située dans le kraï du Primorié, un sujet de l'Extrême-Orient de la Russie, en Mandchourie-Extérieure, qui était autrefois chinoise (avant 1860). Elle se trouve dans le district fédéral extrême-oriental. Elle est l'une des 17 localités du raïon de Lazo, subdivision du sud-est dont le centre administratif est le village de Lazo.
Kievka, comme tout le kraï du Primorié, est située dans le fuseau horaire MSK+7 (heure de Vladivostok). Le décalage horaire appliqué par rapport au temps universel coordonné est +10:00.

## Histoire
La localité a été fondée en 1898.

## Démographie
Recensements (*) et estimations de la population,,,:
| 1900 | 1912 | 1915 | 1926* |
| ---- | ---- | ---- | ----- |
| 104  | 320  | 513  | 546   |

| 2002 * | 2010* | - | - |
| ------ | ----- | - | - |
| 697    | 518   | - | - |

Concernant les ethnies, selon le recensement de 2002, sur les 697 habitants, il y avait 92 % de Russes.